# 莲桂属
莲桂属（学名：Dehaasia），是樟科下的一属植物。